# Bartoloměj Kolumbus
Bartoloměj Kolumbus (španělsky Bartolomé Colón, italsky Bartolomeo Colombo, asi 1460 – 1515) byl mořeplavec janovského původu, mladší bratr Kryštofa Kolumba.
Pracoval v Lisabonu jako kartograf, později se pokoušel vstoupit do služeb Jindřicha VII. a Anny Francouzské. Podle některých autorů se zúčastnil africké výpravy Bartolomea Diase. V roce 1494 odplul do Ameriky, kde se stal místodržitelem (adelantado) na ostrově Hispaniola a v roce 1496 založil město Santo Domingo. Podařilo se mu potlačit vzpouru vedenou Franciskem Roldánem. V roce 1500 královský vyslanec Francisco de Bobadilla obvinil Bartoloměje spolu s bratry Kryštofem a Diegem ze zneužití pravomocí, uvěznil je a poslal do Španělska. Po omilostnění se Bartoloměj v roce 1502 do Nového světa vrátil, prozkoumal souostroví Islas de la Bahía a zlatonosné pobřeží Veraguas. V roce 1511 mu španělská koruna udělila jako majetek ostrov Isla de Mona u pobřeží Portorika. Je pohřben v Santo Domingu.
Je po něm pojmenován ostrov Svatý Bartoloměj.